# 21676 Maureenanne
A 21676 Maureenanne (ideiglenes jelöléssel 1999 RB23) a Naprendszer kisbolygóövében található aszteroida. A LINEAR projekt keretében fedezték fel 1999. szeptember 7-én.